# Fifty Years After… Live at the Lila Eule 2018
Fifty Years After… Live at the Lila Eule 2018 ist ein Jazzalbum von Peter Brötzmann, Alexander von Schlippenbach und Han Bennink. Die am 26. Mai 2018 im Veranstaltungsort Lila Eule in Bremen entstandenen Aufnahmen erschienen 13. September 2019 auf Trost Records.

## Hintergrund
Der Veranstaltungsort Lila Eule in Bremen feierte im Jahr 2018 sein 60-jähriges Bestehen und war auch der Ort, an dem (allerdings nicht als Konzert) im Mai 1968 die legendären Machine-Gun-Sessions Brötzmanns aufgenommen wurden. Dargeboten wurde diese damals von einem international besetzten Oktett, darunter auch Han Bennink, aber nicht Schlippenbach … der damalige Pianist war Fred Van Hove. Schlippenbach hat jedoch bei diversen Gelegenheiten mit den anderen beiden Musikern gespielt.

## Titelliste
- Brötzmann / Schlippenbach / Bennink: Fifty Years After… Live at the Lila Eule 2018 (Trost TR 194)[2]

1. Fifty Years After 20:48
2. Frictional Sounds 21:54
3. Bad Borrachos 10:37
4. Street Jive 6:49
5. Short Dog of Sweet Lucy 3:49

Die Kompositionen stammen von Brötzmann / Schlippenbach / Bennink.

## Rezeption
Barry Witherden meinte in Jazz Journal, es sei eine Freude, berichten zu können, dass diese drei Musiker weiterhin auf so schändliche Weise alt werden, [verglichen damit] wie sie sich in den 1960er-Jahren in die europäische Free-Music-Szene einbrachten. Obwohl jeder von ihnen irgendwann einmal gezeigt habe, dass er mit einem gewissen Maß an Subtilität und Sensibilität spielen kann, hätten sie nicht wirklich viel Zeit für so etwas. Diese Session, obwohl nicht ohne Passagen der Zurückhaltung, sei voll[er Kraft] und ganz sicher [geeignet], um die Pferde zu erschrecken, wenn nicht sogar, um die Diener zu empören. Man könne Debatten darüber führen (und sie werden auch geführt), ob dieses Musikgenre „Free Jazz“ oder etwas anderes ist; letztendlich sei es egal, so der Autor, was es ist.